# تیم ملی فوتبال زیر ۱۵ سال پرتغال
تیم ملی فوتبال زیر ۱۵ سال پرتغال (انگلیسی: Portugal national under-15 football team) نماینده پرتغال در مسابقات فوتبال زیر ۱۵ سال است.